# Lucrezia Lante della Rovere
Lucrezia Lante della Rovere (Roma, 19 luglio 1966) è un'attrice ed ex modella italiana.

## Biografia

Lucrezia Lante della Rovere in un'immagine giovanile

Figlia del duca Alessandro Lante della Rovere e della stilista e scrittrice Marina Ripa di Meana, è membro della famiglia ducale romana dei Lante da Montefeltro della Rovere, che vanta due papi in famiglia, Sisto IV e Giulio II. 
A 15 anni inizia la sua carriera come modella, a Milano per l'agenzia di moda The Fashion Model Management. Successivamente affianca alla moda la recitazione, diventando un'attrice cinematografica, teatrale e televisiva. Debutta sul grande schermo con il film di Mario Monicelli, Speriamo che sia femmina (1986), nel cui cast si trovano anche Liv Ullmann, Catherine Deneuve, Athina Cenci, Stefania Sandrelli, Giuliana De Sio, Giuliano Gemma, Bernard Blier, Philippe Noiret e Paolo Hendel. In seguito partecipa ad altre importanti pellicole, tra cui Storia di ragazzi e di ragazze di Pupi Avati, La carbonara di Luigi Magni, Viola di mare di Donatella Maiorca, SMS - Sotto mentite spoglie di Vincenzo Salemme, Benedetta follia di Carlo Verdone.
Alterna cinema a fiction e teatro, recitando in spettacoli Quando eravamo repressi di Pino Quartullo, Risiko di Francesco Apolloni, Oleanna e Il cielo sopra il letto di Luca Barbareschi.
Per il piccolo schermo ha preso parte a numerose fiction di successo tra cui Orgoglio, Donna detective, Lo smemorato di Collegno, Tutta la musica del cuore, Tutti pazzi per amore, La dama velata e La strada di casa. Nel 2022 esordisce nella scrittura con la sua autobiografia con il libro Apnea. La mia storia.

## Vita privata
L'attrice ha due figlie gemelle, Ludovica e Vittoria, nate nel 1988 dall'unione con l'imprenditore romano (poi presidente del CONI) Giovanni Malagò, con il quale è stata unita sentimentalmente 4 anni. Successivamente è stata legata per 7 anni all'attore, regista, produttore e politico Luca Barbareschi. È stata anche la compagna del pittore Marco Tirelli per 5 anni, del regista Gianpaolo Tescari, che l'ha diretta ne Gli occhi dell'altro, e del giornalista de Il Fatto Quotidiano Emiliano Liuzzi, scomparso nel 2016.

## Ascendenza
|                                   |                   |                          | Genitori                                  |  |  | Nonni |  |  | Bisnonni                          |  |  | Trisnonni                           |  |
|                                   |                   |                          |                                           |  |  |       |  |  | Pietro IV duca Lante della Rovere |  |  | Antonio III duca Lante della Rovere |  |
|                                   |                   |                          |                                           |  |  |       |  |  | Pietro IV duca Lante della Rovere |  |  | Antonio III duca Lante della Rovere |  |
|                                   |                   | Mathilde Davis           |                                           |  |  |       |  |  | Pietro IV duca Lante della Rovere |  |  |                                     |  |
| Antonio V duca Lante della Rovere |                   |                          |                                           |  |  |       |  |  | Pietro IV duca Lante della Rovere |  |  |                                     |  |
|                                   |                   | Anita Russel Allen       | Bradford Russel Allen                     |  |  |       |  |  |                                   |  |  |                                     |  |
|                                   |                   | Anita Russel Allen       | Bradford Russel Allen                     |  |  |       |  |  |                                   |  |  |                                     |  |
|                                   |                   | Anita Russel Allen       | Helen Armstrong                           |  |  |       |  |  |                                   |  |  |                                     |  |
| Alessandro                        |                   | Anita Russel Allen       |                                           |  |  |       |  |  |                                   |  |  |                                     |  |
|                                   |                   | Giambattista Rospigliosi | Camillo Rospigliosi, principe di Zagarolo |  |  |       |  |  |                                   |  |  |                                     |  |
|                                   |                   | Giambattista Rospigliosi | Camillo Rospigliosi, principe di Zagarolo |  |  |       |  |  |                                   |  |  |                                     |  |
|                                   |                   | Giambattista Rospigliosi | Elena Giustiniani-Bandini                 |  |  |       |  |  |                                   |  |  |                                     |  |
| Elena Rospigliosi                 |                   | Giambattista Rospigliosi |                                           |  |  |       |  |  |                                   |  |  |                                     |  |
|                                   |                   | Ethel Bronson            | Isaac Bronson                             |  |  |       |  |  |                                   |  |  |                                     |  |
|                                   |                   | Ethel Bronson            | Isaac Bronson                             |  |  |       |  |  |                                   |  |  |                                     |  |
|                                   |                   | Ethel Bronson            | ?                                         |  |  |       |  |  |                                   |  |  |                                     |  |
| Lucrezia                          |                   | Ethel Bronson            |                                           |  |  |       |  |  |                                   |  |  |                                     |  |
|                                   | Emilio Punturieri | Rosario Punturieri       |                                           |  |  |       |  |  |                                   |  |  |                                     |  |
|                                   | Emilio Punturieri | Rosario Punturieri       |                                           |  |  |       |  |  |                                   |  |  |                                     |  |
|                                   | Emilio Punturieri | Mariantonia Minuto       |                                           |  |  |       |  |  |                                   |  |  |                                     |  |
| Lionello Punturieri               | Emilio Punturieri |                          |                                           |  |  |       |  |  |                                   |  |  |                                     |  |
|                                   |                   | Adelaide Würzelbauer     | ?                                         |  |  |       |  |  |                                   |  |  |                                     |  |
|                                   |                   | Adelaide Würzelbauer     | ?                                         |  |  |       |  |  |                                   |  |  |                                     |  |
|                                   |                   | Adelaide Würzelbauer     | ?                                         |  |  |       |  |  |                                   |  |  |                                     |  |
| Maria Elide Punturieri            |                   | Adelaide Würzelbauer     |                                           |  |  |       |  |  |                                   |  |  |                                     |  |
|                                   |                   | Ferruccio Bedoni         | ?                                         |  |  |       |  |  |                                   |  |  |                                     |  |
|                                   |                   | Ferruccio Bedoni         | ?                                         |  |  |       |  |  |                                   |  |  |                                     |  |
|                                   |                   | Ferruccio Bedoni         | ?                                         |  |  |       |  |  |                                   |  |  |                                     |  |
| Vittorina Bedoni                  |                   | Ferruccio Bedoni         |                                           |  |  |       |  |  |                                   |  |  |                                     |  |
|                                   |                   | Elide ?                  | ?                                         |  |  |       |  |  |                                   |  |  |                                     |  |
|                                   |                   | Elide ?                  | ?                                         |  |  |       |  |  |                                   |  |  |                                     |  |
|                                   |                   | Elide ?                  | ?                                         |  |  |       |  |  |                                   |  |  |                                     |  |
|                                   |                   | Elide ?                  |                                           |  |  |       |  |  |                                   |  |  |                                     |  |

Attraverso la linea paterna, Lucrezia discende da Lorenzo il Magnifico, come si può apprendere dalla lista qui di seguito riportata:
1. Lorenzo de' Medici detto Lorenzo il Magnifico (*1449 †1492)
2. Piero de' Medici detto Piero il Fatuo (*1472 †1503)
3. Lorenzo de' Medici (*1492 †1519), duca di Urbino
4. Alessandro de' Medici (*1510 †1537), duca di Firenze
5. Giulio de' Medici (*1527 †1600)
6. Cosimo de' Medici (*~1550 †~1630)
7. Angelica de' Medici (*1608 †1636)
8. Cristina Altemps (*? †1691)
9. Antonio Lante Montefeltro della Rovere (*1648 †1716), II duca di Bomarzo
10. Ludovico Lante Montefeltro della Rovere (*1683 †1727), III duca di Bomarzo
11. Filippo Lante Montefeltro della Rovere (*1709 †1771), IV duca di Bomarzo
12. Pietro Lante Montefeltro della Rovere (*1767 †1832)
13. Antonio Lante Montefeltro della Rovere (*1831 †1897), III duca Lante della Rovere
14. Pietro Lante Montefeltro della Rovere (*1867 †1924), IV duca Lante della Rovere
15. Antonio Lante Montefeltro della Rovere (*1904 †1954), V duca Lante della Rovere
16. Alessandro Lante Montefeltro della Rovere (*1936 †1995)
17. Lucrezia Lante Montefeltro della Rovere (*1966)

## Filmografia

### Cinema
- Speriamo che sia femmina, regia di Mario Monicelli (1986)
- Delitti e profumi, regia di Vittorio De Sisti (1988)
- Storia di ragazzi e di ragazze, regia di Pupi Avati (1989)
- Panama Sugar, regia di Marcello Avallone (1990)
- Diceria dell'untore, regia di Beppe Cino (1990)
- Tre colonne in cronaca, regia di Carlo Vanzina (1990)
- Per quel viaggio in Sicilia, regia di Egidio Termine (1991)
- Quando eravamo repressi, regia di Pino Quartullo (1992)
- Nessuno, regia di Francesco Calogero (1992)
- Lettera da Parigi, regia di Ugo Fabrizio Giordani (1992)
- Zuppa di pesce, regia di Fiorella Infascelli (1992)
- Voyage à Rome, regia di Michel Lengliney (1992)
- Le donne non vogliono più, regia di Pino Quartullo (1993)
- Il cielo è sempre più blu, regia di Antonio Luigi Grimaldi (1995)
- Ardena, regia di Luca Barbareschi (1997)
- La carbonara, regia di Luigi Magni (2000)
- La repubblica di San Gennaro, regia di Massimo Costa (2003)
- Gli occhi dell'altro, regia di Gianpaolo Tescari (2005)
- SMS - Sotto mentite spoglie, regia di Vincenzo Salemme (2007)
- Quantum of Solace, regia di Marc Forster (2008)
- Ovunque tu sia, regia di Ambrogio Lo Giudice (2008)
- Viola di mare, regia di Donatella Maiorca (2009)
- Benedetta follia, regia di Carlo Verdone (2018)
- Lu’ duchessa d’Este. Fama e infamie di Lucrezia Borgia, regia di Diego Schiavo e Marco Melluso (2021)
- Ennio Doris - C’è anche domani, regia Giacomo Campiotti (2024)
- Flaminia, regia di Michela Giraud (2024)

### Televisione
- Quando ancora non c'erano i Beatles, regia di Marcello Aliprandi – miniserie TV (1988)
- La famiglia Ricordi, regia di Mauro Bolognini – miniserie TV (1995)
- Uno di noi – serie TV (1996)
- Les amants de rivière rouge, regia di Yves Boisset – miniserie TV (1996)
- Trenta righe per un delitto, regia di Lodovico Gasparini – miniserie TV (1997)
- Cronaca nera – serie TV (1998)
- Tre casi per Laura C, regia di Gianpaolo Tescari – miniserie TV (2002)
- Orgoglio 2 – serie TV (2004-2005)
- Attenti a quei tre, regia di Rossella Izzo – miniserie TV (2004)
- Nebbie e delitti, regia di Riccardo Donna – miniserie TV (2005)
- Giorni da Leone 2, regia di Francesco Barilli – miniserie TV (2006)
- Donna detective, regia di Cinzia TH Torrini – miniserie TV (2007)
- Ovunque tu sia, regia di Ambrogio Lo Giudice – film TV (2008)
- Lo smemorato di Collegno, regia di Maurizio Zaccaro – miniserie TV (2009)
- Donna detective – serie TV (2010)
- Tutti pazzi per amore – serie TV (2011-2012)
- Tutta la musica del cuore, regia di Ambrogio Lo Giudice – miniserie TV (2013)
- La dama velata – serie TV, 12 episodi (2015)
- La strada di casa – serie TV (2017-2019)
- Bella da morire, regia di Andrea Molaioli – miniserie TV (2020)
- La fortuna di Laura, regia di Alessandro Angelini – film TV (2022)

## Programmi televisivi
- Tutti gli zeri del mondo (Rai 1, 2000)
- Presenze (2000)
- Wind Music Awards (Rai 1, 2012) – ospite
- Scherzi a parte (Canale 5, 2012) – ospite
- Miss Italia 2013 (LA7, 2013) – giurata
- Ballando con le stelle (Rai 1, 2011-2012, 2013, 2014)
- Soliti ignoti - Il ritorno (Rai 1, 2022)

## Teatro
- Casanova Spa, regia di Luca De Fusco (1987)
- Quando eravamo repressi, regia di Pino Quartullo (1990)
- Oleanna di David Mamet, regia di Luca Barbareschi (1993)
- Panama, regia di F. Cagnoni
- Risiko di Francesco Apolloni (1995-1996)
- Privacy, regia di Duccio Camerini (1997)[5]
- Senza titolo-Platonov, di Anton Čechov, regia di Gabriele Lavia (1997)
- Skylight di David Hare, regia di Luca Barbareschi (1998)
- Il mercante di Venezia di William Shakespeare, regia di Giorgio Albertazzi (2000)
- Signorina Giulia di August Strindberg, regia di Umberto Cantone (2001)[6]
- I monologhi della vagina, scritta da Eve Ensler per la regia di Emanuela Giordano (2001)
- Un marito ideale di Oscar Wilde, regia di Mario Missiroli (2003-2004)
- Abbracciami di Emanuela Giordano, regia di Emanuela Giordano (2002-2004)[7]
- Scoppio di amore e guerra, regia di Duccio Camerini (2005)
- Quel che sapeva Maisie di Henry James, regia di Luca Ronconi (2005)
- L'eterna meraviglia di Clarice Lispector, regia di Emanuela Giordano (2007)[8]
- Malamore testo di Concita De Gregorio, regia di Francesco Zecca (2010-2011-2012)
- Il grande inquisitore da I fratelli Karamazov di Fedor Dostoevskij, regia di Francesco Zecca, produzione di Coop. Teatro91 (2011)[9]
- John Gabriel Borkman di Henrik Ibsen, regia di Piero Maccarinelli (2012-2013)
- Come tu mi vuoi di Luigi Pirandello, libero adattamento di M. D'Amico, regia di Francesco Zecca (2013-2014)
- Io sono Misia di Vittorio Cielo, regia di Francesco Zecca (2015-2016-2017-2018)
- Il Misantropo di Molière traduzione, adattamento e regia di Francesco Frangipane, Teatro Eliseo (2017)
- Il padre di Florian Zeller, regia di Piero Maccarinelli (2017-2018-2019)
- II cielo sopra il letto - Skylight di David Hare, regia di Luca Barbareschi (2019-2020)
- L'uomo dal fiore in bocca di Luigi Pirandello, regia di Francesco Zecca (2021-2022-2023)[10]
- La Divina Sarah di Eric-Emmanuel Schmitt, tratto da Memoir di John Murrell regia di Daniele Salvo (2022-2023)
- Una Donna Per Tutte Le Stagioni, drammaturgia originale di Silvia Felisetti liberamente ispirata al testo “Emily Dickinson e i suoi giardini” di Marta McDowell (2023)

### Letture ed eventi
- Reading La straniera (2008), tratta dai Cori de La Rocca che Thomas Stearns Eliot, con Massimo Dapporto, Giancarlo Giannini e Alessandro Preziosi.
- Il profumo delle foglie di limone della scrittrice spagnola Clara Sanchez (2011)
- La scoperta del mondo alcuni brani di Luciana Castellina nel ciclo “Letture stregate” inserito nell’ambito della XXXII edizione del festival “Benevento Città Spettacolo"(2011)
- Il discorso di Pericle agli Ateniesi-monologo a L'INFEDELE (2011)
- Ridendo sola nel buio di Franca Valeri all'Italian Institute of Culture di Londra (2012)
- La poesia sconveniente di Nina Cassian con Loredana Lipperini TeramoPoesia, (2015)
- A casa di Lucio, speciale Mediaset-Canale5 regia di Ambrogio Lo Giudice, promosso dalla Fondazione Lucio Dalla (2015)[11]
- La Costituzione è NOstra Kermesse organizzata da il Fatto Quotidiano - La democrazia di Giorgio Gaber con Ilaria Genatiempo (2016)
- Wired Next Fest - letture (2019)

## Riconoscimenti
- 1986 – Ciak d'oro candidatura a migliore attrice non protagonista per Speriamo che sia femmina
- 1992 – Ciak d'oro candidatura a migliore attrice non protagonista per Zuppa di pesce
- 2005 – Taormina Film Fest miglior attrice per Gli occhi dell'altro
- 2007 – Premio Personalità Europea
- 2008 – Roma Fiction Fest miglior attrice protagonista Ovunque tu sia.
- 2010 – Premio Walter Chiari alla carriera
- 2011 – Festival Internazionale del cortometraggio Premio Terme
- 2012 – Premio Flaiano sezione teatro miglior interprete femminile per Malamore[12]
- 2013 – Candidatura Premio Persefone miglior protagonista femminile per "Come tu mi vuoi"
- 2013 – Medaglia D'Oro Maison des Artistes[13]
- 2016 – Premio Festival del Talento ad Albissola Marina
- 2018 – Biglietto d'oro per Benedetta Follia alle Giornate Professionali del Cinema – Sorrento
- 2019 – Premio biblioteca del Forte Michelangelo di Civitavecchia per lo spettacolo teatrale Il Padre
- 2021 - premio speciale alla carriera al Festival Mangiacinema 2.1
- 2023 - Premio Troisi XII Edizione - Marefestival di Salina (Isole Eolie)
- 2023 - "Ferrara Film Festival" - Golden Dragon Awards per "L'incantevole Lucrezia Borgia" (Best Lead Actress in Feature Film 2023-Premio Lyda Borelli)

## Opere
- Lucrezia Lante della Rovere, Apnea. La mia storia, Piemme, 2022, ISBN 9788856685459.